# Kanhu

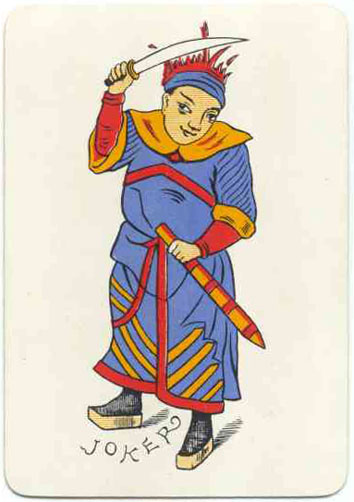
Le joker tel qu'introduit en Europe en 1891 par William Henry Wilkinson, consul du Royaume-Uni en Chine

Le Kanhu (chinois : 看虎 ; pinyin : kānhǔ ; litt. « Surveiller (regarder) le tigre »), parfois transcrit en orthographe anglaise Khanhoo est un jeu de cartes chinois datant de la dynastie Ming. C'était alors un jeu de levées.
À partir de la dynastie Qing, le kanhu devient un jeu avec pioche et écart, un peu comme le rami.
C'est un des ancêtres de la famille du rami, qui comprend aussi le mahjong.
On trouve une description du jeu dans le livre de Tcheng Ki-Tong (Chen Jitong), Les plaisirs en Chine, Paris, 1890, chapitre « Les cartes », p. 270-272, sous le nom « Attendre la carte ». 
On joue à cinq, avec un jeu de cartes monétaires de 120 cartes. On donne 15 cartes à chacun, et le reste, soit 45 cartes, forme la pioche. Chaque joueur doit prendre une carte soit dans la pioche soit dans l’écart de son voisin. Chen résume l’objectif du jeu ainsi :
« Lorsqu'un des joueurs a réussi à grouper toutes les combinaisons, excepté une seule qui attend encore une carte 1re d'une des charges [combinaisons spéciales] : cela veut dire que, dès ce moment, il pourra prendre toutes les cartes qui seront retirées de la boîte [la pioche], pour compléter sa combinaison ; s'il réussit, il a gagné. »
Le vocabulaire n’est pas tout à fait celui des manuels de jeu occidentaux, mais le texte est original et écrit par un Chinois directement en français.
Cette description est confirmée par les auteurs de langue anglaise, tels William Henry Wilkinson et Stewart Culin.

jeu de 30 cartes originaire de la province du Shandong, inspiré par le thème « Au bord de l'eau »